# Karl Gottfried Jehnichen
Karl Gottfried Jehnichen (* 1764 in Herzberg; † 29. April 1790 ebenda) war ein deutscher Pädagoge und Literaturwissenschaftler.

## Leben
Karl Gottfried Jehnichen, Sohn des damaligen Diakons Christian Gottfried Jehnichen (1732–1814), besuchte vom 19. Juni 1777 bis zum 1. Oktober 1781 das Gymnasium in Grimma. Am 28. Oktober 1792 hatte er sich an der Universität Wittenberg immatrikuliert, absolvierte zunächst ein Studium der Philosophie und erwarb am 30. April 1785 den akademischen Grad eines Magisters der Philosophie. Nach dem Studium der Literatur erlangte er am 15. Juli 1786 als Magister legens die Vorleseerlaubnis für Hochschulen. 
Am 5. Oktober 1786 wurde er als Adjunkt an die philosophische Fakultät der Wittenberger Hochschule aufgenommen und wechselte 1788 als Rektor an die Stadtschule in Naumburg (Saale). Jedoch verschlechterte sich sein Gesundheitszustand zusehends. Er beschloss daher wieder an den Wittenberger Hochschulbetrieb am 15. Oktober 1789 zurückzukehren. Hier erhielt er am 9. Januar 1790 eine außerordentliche Professur der Philosophie übertragen. Um seinen gesundheitlichen Zustand zu verbessern, begab er sich zu seinem Vater nach Hertzberg, wo er noch jung an Jahren verstarb.

## Werkauswahl
1. Disputatio historico-philologica de fide Homeri historica. 2 Teile. Tzschidrich, Wittenberg 1786. (Digitalisat Pars Prior), (Pars Altera)
2. Diss. de ingenio Graecae linguae philosophico. Tzschidrich, Wittenberg 1786.
3. Diss. theologico-exegetica (Praes. Fr. Volkm. Reinhard) de petenda rerum, quas libris N. B. continent, e libris V. T. apocryphis illustratione. Wittenberg 1786
4. Diss. de consilio quod Jesus in oratione, quae montana dicitur, secutus est, ad locum inprimis Matth. V, 17. 18. 19. Wittenberg 1789